# Jean-Pierre Ramel (1760-1795)
Pour les articles homonymes, voir Jean-Pierre Ramel.
Jean-Pierre Ramel, né le 5 octobre 1760 à Cahors et guillotiné en janvier 1795 est un homme politique français. Il a été un « constitutionnel ». 
Il est le frère de Jean-Pierre Ramel, général d'Empire mort en 1815 et d'Henri Ramel, député du Lot en 1815, pendant les Cent-Jours.

## Biographie
Député du Lot à l'Assemblée législative du 1er août 1791 au 20 aout 1792, était, à 19 ans, avocat au parlement de Toulouse. Partisan des principes de la Révolution, il fut membre des assemblées provinciales du Quercy, devint procureur général syndic du département du Lot, et fut élu, le 1er septembre 1791, député du Lot à l'Assemblée législative, le 5e sur 10, par 295 voix (464 votants). Il fit partie du comité de liquidation et de la députation envoyée à la cérémonie en l'honneur du maire d'Etampes, Simonneau, vota avec les constitutionnels, s'opposa à la mise en accusation de La Fayette, demanda des secours pour les officiers d'état-major supprimés, et fit rendre un décret sur les certificats de résidence.

### Cahors vs Montauban
Jean-Pierre Ramel, l'aîné, s'était fait un ennemi puissant en Jeanbon Saint-André, né à Montauban, qui avait été son adversaire malheureux dans le Lot (Cahors étant le chef lieu, Montauban une sous préfecture) lors de l'élection à l'Assemblée législative, et qui, devenu membre de la Convention et membre du comité de salut public, poursuivit Ramel de sa vengeance. Celui-ci, après la session, était entré à l'armée des Pyrénées-Orientales, où sa brillante conduite le fit nommer, chef de brigade le 30 juillet 1793 au régiment de chasseurs à cheval de la Légion des Pyrénées-Orientales; puis général de brigade le 11 octobre 1793.

### Exécuté
À Collioure, où il se battit cependant avec courage, il fut accusé de s'être laissé surprendre et de témoigner beaucoup de tiédeur envers le pouvoir. On lui reprocha également d'être resté dans l'inaction à Sainte-Colombe pendant que le général Luc Dagobert se faisait écraser à  la Bataille de Trouillas, et de ne pas avoir inquiété la retraite des Espagnols après le combat de Cabestany, fin mars 1794. Jeanbon Saint-André le fit arrêter, mais dut trois fois modifier la composition du tribunal avant d'obtenir un arrêt de mort ; Ramel fut exécuté dans les premiers jours de l'année 1795.

## Source
- « Jean-Pierre Ramel (1760-1795) », dans Adolphe Robert et Gaston Cougny, Dictionnaire des parlementaires français, Edgar Bourloton, 1889-1891 [détail de l’édition] [texte sur Sycomore]